# 张箭
张箭（1962年7月—），江苏南京人，汉族，中国共产党党员。中华人民共和国政治人物、第十三届全国人民代表大会安徽地区代表。

## 生平
张箭早年在安徽工学院就读，毕业后在安徽印染厂工作，先后出任技术员、车间副主任、技改办副主任、副厂长，1993年调入安徽省外经贸委，历任外资处助理调研员、进出口处副处长、贸发处副处长、调研员，外经贸厅党组成员、副厅长、安徽省人民政府外事办公室（省政府侨务办公室、省政府港澳事务办公室）党组书记、主任。2014年，回到安徽省商务厅，出任厅长。2018年2月24日，当选为第十三届全国人大代表。同年，当选为安徽省政协港澳台侨和外事委员会副主任。2022年，被任命为安徽省人大常委会民族宗教侨务工作委员会（外事工作委员会）副主任。